# Dodecatoma bicolor
Dodecatoma bicolor är en skalbaggsart som beskrevs av John Obadiah Westwood 1843. Dodecatoma bicolor ingår i släktet Dodecatoma och familjen Rhagophthalmidae. Inga underarter finns listade i Catalogue of Life.